# كونستانتين ميمي
كونستانتين ميمي (بالرومانية: Constantin Mimi) هو مزارع الكروم ومهندس وسياسي مولدوفي، ولد في 10 مارس 1868 في كيشيناو في مولدوفا، وتوفي بنفس المكان في 17 أبريل 1935.